# NGC 641
NGC 641 è una vasta galassia ellittica (o lenticolare per alcuni autori) situata nella costellazione della Fenice, a una distanza di circa 295 milioni di anni luce dalla nostra Via Lattea.

## Scoperta
La galassia è stata scoperta il 5 settembre 1834 dall'astronomo britannico John Herschel.